# Dactylanthias aplodactylus
Dactylanthias aplodactylus - gatunek morskiej ryby z rodzaju Dactylanthias należący do rodziny strzępielowatych (Serranidae).

## Występowanie
Indonezja.

## Opis
Osiąga do 17 cm długości.